# دونالد لوك
دونالد لوك (بالإنجليزية: Donald Locke)‏ هو رسام غياني، ولد في 17 سبتمبر 1930 في Stewartville, Guyana ‏ في غيانا، وتوفي في 6 ديسمبر 2010 في أتلانتا في الولايات المتحدة.